# Franz Hack
Franz Hack (3 de fevereiro de 1915 - 9 de junho de 1997) foi um oficial alemão que serviu no Deutsches Heer durante a Segunda Guerra Mundial. Foi condecorado com a Cruz de Cavaleiro da Cruz de Ferro com Folhas de Carvalho.

## Condecorações
| Nome                                                               | Data                 |
| ------------------------------------------------------------------ | -------------------- |
| Cruz de Ferro (1939) 2ª Classe                                     | 20 de junho de 1940  |
| Cruz de Ferro (1939) 1ª Classe                                     | 10 de julho de 1941  |
| Cruz Germânica em Ouro                                             | 8 de janeiro de 1943 |
| Distintivo de Combate Fechado em Bronze                            | 1 de março de 1943   |
| Distintivo de Combate Fechado em Prata                             | 1 de junho de 1944   |
| Distintivo de Combate Fechado em Ouro                              | 1 de maio de 1945    |
| Cruz de Cavaleiro da Cruz de Ferro                                 | 14 de maio de 1944   |
| Cruz de Cavaleiro da Cruz de Ferro com Folhas de Carvalho nº (844) | 18 de abril de 1945  |